# Reggie Walker
Reginald Edgar „Reggie” Walker (ur. 16 marca 1889 w Durbanie, zm. 5 listopada 1951 tamże) – południowoafrykański lekkoatleta sprinter, mistrz olimpijski.

## Przebieg kariery
Chociaż był mistrzem Związku Południowej Afryki w 1907, Walker nie należał do faworytów biegu na 100 metrów na igrzyskach olimpijskich w 1908 w Londynie. Miał nawet trudności, by na nie pojechać, ponieważ brakowało mu na to środków. Uzyskał je dzięki zbiórce zorganizowanej przez dziennikarza sportowego z Natalu. W Londynie trenerem Walkera był Sam Mussabini, który wiele lat później przygotowywał innego mistrza olimpijskiego na 100 m Harolda Abrahamsa.
Na igrzyskach w biegu na 100 metrówtylko zwycięzcy biegów awansowali do dalszych rund. Walker wygrał przedbieg i półfinał (wyrównał w nim rekord olimpijski czasem 10,8 s), a w finale pokonał trzech rywali (w tym późniejszego mistrza na 200 metrów Bobby’ego Kerra) ponownie osiągając czas 10,8 s.
Walker jest najmłodszym do tej pory mistrzem olimpijskim w biegu na 100 metrów. Zdobył złoty medal w wieku 19 lat i 128 dni.

## Rekord życiowy
źródło:
- 100 m – 10,7 s. (1908)